# Serez, Eure
 Serez  là một xã thuộc tỉnh Eure trong vùng Normandie miền bắc nước Pháp.